# Йенсен Обо, Йеспер
Йеспер Б. Йенсен Обо (дат. Jesper B. Jensen Aabo; род. 30 июля 1991, Рёдовре, Копенгаген) — датский хоккеист, защитник. Игрок сборной Дании.

## Карьера
Начинал свою карьеру в родном клубе «Редовре». В 19 лет переехал в Швецию, где он провел несколько сезонов за «Рёгле». В 2014 году Йенсен подписал контракт с командой SHL «Ферьестад». В 2015 году подписал контракт на два года с финским клубом «Йокерит», выступающим в Континентальной Хоккейной Лиге.

## Сборная
За национальную сборную Йеспер Йенсен дебютировал в 2011 году. С тех пор вместе с Данией он регулярно принимает участия в Чемпионатах мира по хоккею с шайбой. На Чемпионате Мира 2015 проходившем в Чехии провел все шесть матчей собственной сборной, в которых отметился одной голевой передачей.